# Europan
Europan是一个两年一次的欧洲建筑设计比赛。该比赛的评奖对象为全欧洲40岁以下的青年建筑设计师，主题各种是新式设计风格。比赛鼓励设计师在创作中积极展现出城镇和都市的经济和社会变迁。因此，这个比赛是加强各地设计师文化交流和借鉴学习的平台，也是展现城镇魅力的舞台。
該獎項總裁為Anna Catasta，秘書長為Didier Rebois。
最近举行的一届比赛是2017年舉辦的第14届Europan，計有來自35國、1003件專案參賽，共有136件獲獎。